# Марвін Кемраз
Марвін Кемраз (1 січня 1916, Чикаго — 23 червня 1995, Еванстон) — американський інженер-електрик та винахідник, дослідження якого були впливовими у сфері магнітного запису.

## Життєпис
Кемраз збудував свій перший пристрій звукозапису пристрій у 1930-х для двоюрідного брата, який прагнув стати співаком. Згодом він почав використовувати магнітну плівку, що робило процес запису набагато простішим.
Робота Марвіна Кемраза привернула увагу його професорів в Іллінойському технологічному інституті. Через це йому запропонували позицію в Арморській Досліджувальній Фундації, щоб опрацювати свою працю.
Перед і після Другої світової війни перші пристрої запису Кемраза використовувались урядом для тренування пілотів, а також для дезінформації ворога (це застосування було таємницею аж до закінчення війни).
У червні 1944 року Кемраз отримав патент Сполучених Штатів № 2351004 під назвою «Method and Means of Magnetic Recording». Сумарно Кемраз отримав більше ніж 500 патентів, більшість із яких були у сфері електричних комунікацій.
Кемраз отримав диплом бакалавра 1940 року, а магістра — 1942-го.
Його досягнення були відзначені Національною медаллю технологій та інновацій (1990).
Марвін Кемраз помер від ниркової недостатності у віці 79 років у Еванстоні (Іллінойс).